# Porto
Porto (pronunție în portugheză ['poɾtu]), este capitala districtului omonim din Portugalia. Cu o populație de circa 231.962, orașul este al doilea din țară după Lisabona. Cu cei aproximativ 1.700.000de locuitori în zona metropolitană, este pe locul doi la nivel național. Este situat în nordul țării, la nord de râul Douro, aproape de coasta Oceanului Atlantic. Țara și vinul de Porto (Vinho do Porto) și-au luat numele de la orașul Porto. 
În locul demonimului portuense, locuitorii Porto-ului și-au spus tripeiros, nume care este în uz și astăzi. „Tripeiro” înseamnă „mâncător de măruntaie ”. Apelativul își are originea într-un fel de mâncare faimos din Porto numit „tripas à moda do Porto” (măruntaie gătite în stilul din Porto).
Referințele istorice merg până în secolul V, pe timpul Imperiului Roman. În perioada de dinaintea formării Portugaliei era numit Portus Cale - Portul lui Cale. Regiunea înconjurătoare a fost numită de aceea Condado Portucalense. Această regiune a devenit regatul independent al Portugaliei, care s-a extins de-a lungul timpului până la frontierele actuale. Orașul a fost de asemenea scena mariajului dintre João I și Ecaterina de Lancaster, simbolizând alianța militară ce a durat mult timp dintre Portugalia și Anglia, care era când respectată, când nu.
Unul dintre produsele Portugaliei apreciate la nivel mondial este Vinul de Porto. Numele său vine de la faptul că stătea închis în pivnițele din orașul-soră al Porto-ului, Vila Nova de Gaia, cel de peste râu.
Arhitectul italian Nicolau Nasoni a desenat un turn care a fost construit în zonele centrale ale orașului, devenind pictograma sa: Torre dos Clérigos.
Între secolul XVIII și secolul XIX orașul a devenit un centru industrial important crescând văzând cu ochii. Un pod de oțel de două etaje (Ludovic I) și un pod feroviar (Ponte de D. Maria Pia), au fost construite amândouă de arhitectul Gustave Eiffel, la fel cu gara (considerată a fi una dintre cele mai frumoase din Europa). Bursa și universitate au fost de asemenea create între timp. O rețea de tramvaie în continuă de dezvoltare a fost creată în oraș, dar în zilele noastre doar o linie a mai rămas, care merge prin râu și pe țărmul mării, în special în scopuri turistice. În secolul XX alte poduri au fost construite, ca și Arrábida. Apoi a venit S. João, înlocuitorul lui Maria Pia, Freixo, pentru a completa Luís I, și mai recent, Infante pentru a înlocui al doilea nivel al lui Luis I.
Cel mai vechi ziar portughez (Jornal de Notícias) este de asemenea din acest oraș și clădirea în care este realizat (care are același nume cu periodicul), este una dintre cele mai înalte ale orașului. Cea mai importantă editură portugheză, Porto Editora, este de asemenea din acest oraș. Dicționarele sale sunt considerate cele mai bune.
Bursa orașului (Bolsa do Porto) a fuzionat cu cea din Lisabona, original Bolsa de Valores de Lisboa, care a fuzionat mai târziu cu Euronext, împreună cu Amsterdam, Bruxelles, LIFFE și Paris.
De curând (1996), centrul istoric (care datează din Evul Mediu) a intrat în patrimoniul cultural mondial UNESCO. În 2001 Porto a împărțit titlul de capitală culturală europeană împreună cu orașul neerlandez Rotterdam). În prezent cel mai important proiect de dezvoltare este metroul său. Este cel mai scump proiect în construcția publică din Europa, în principal din cauza solului orașului, care este extrem de complex, din perspectiva tehnică. O consecință este construcția unui nou pod, pentru trafic, și dedicarea podului Ludovic I metroului.
Cluburile de fotbal FC Porto și Boavista FC, care joacă în principala ligă portugheză și în Liga Campionilor, sunt ambele din Porto.

## Galerie de imagini

Porto
Porto
Porto
Porto
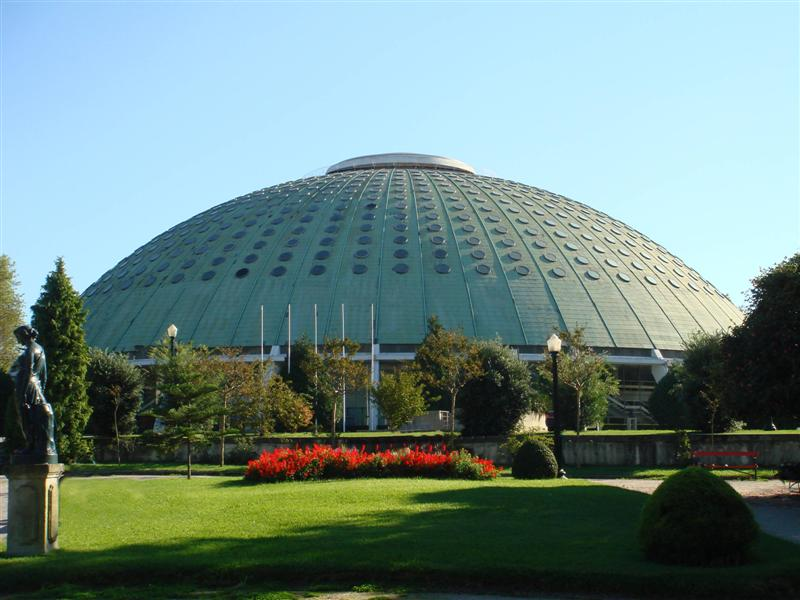
Porto
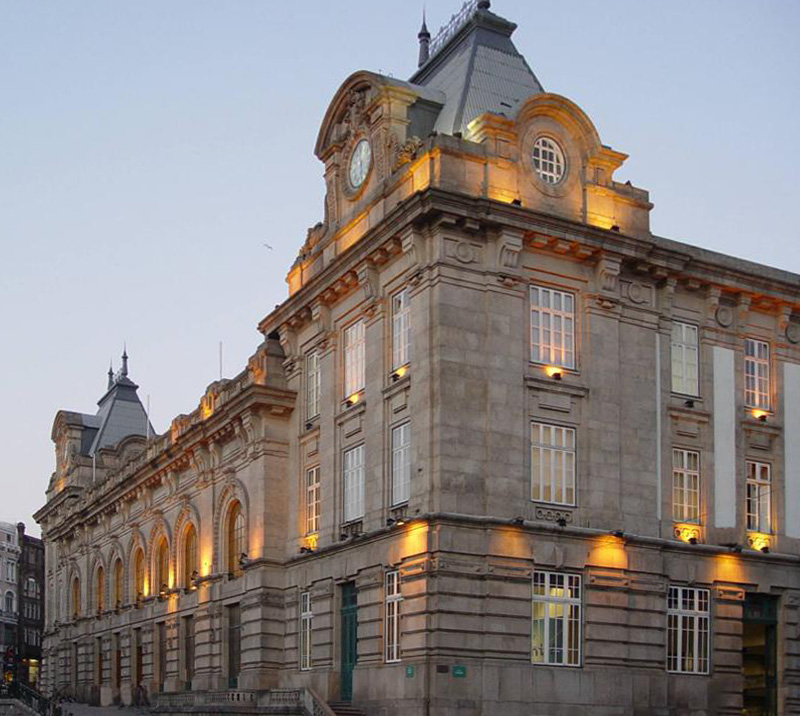
Estação São Bento Porto
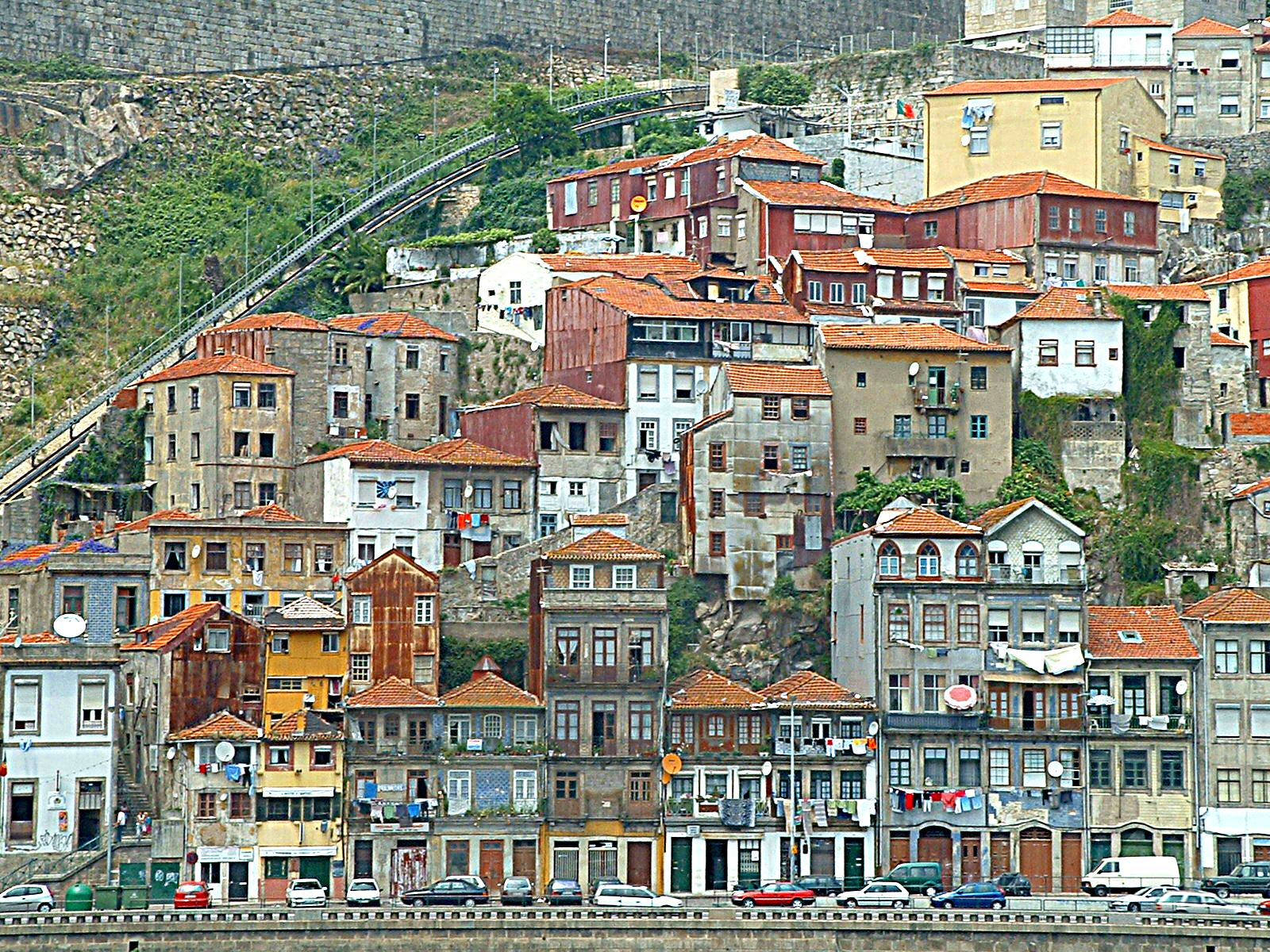
Ribeira do porto
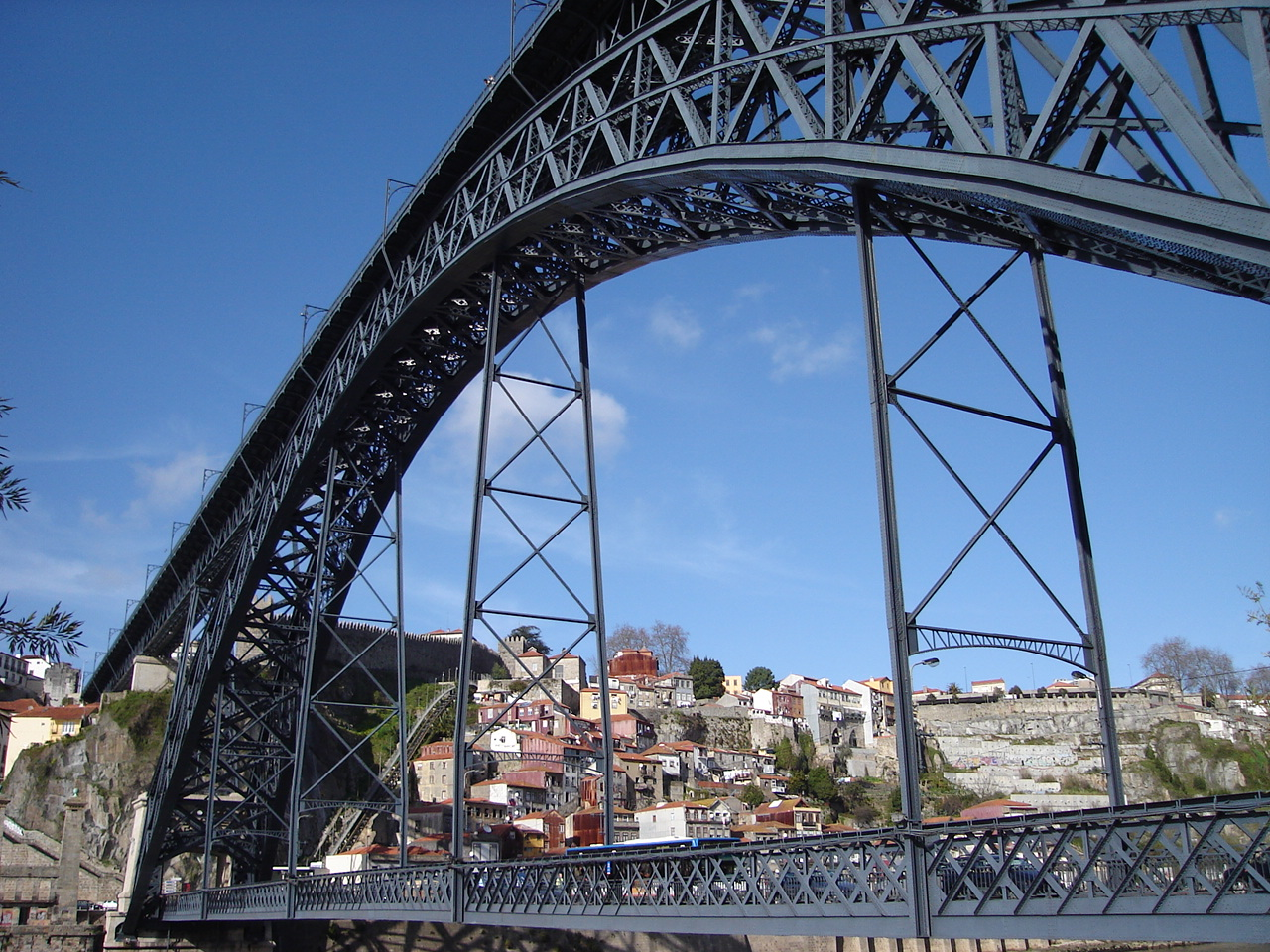
Podul metalic „Ponte de Dom Luís I” peste râul Duoro (arhitect: Théophile Seyrig, 31 octombrie 1886)
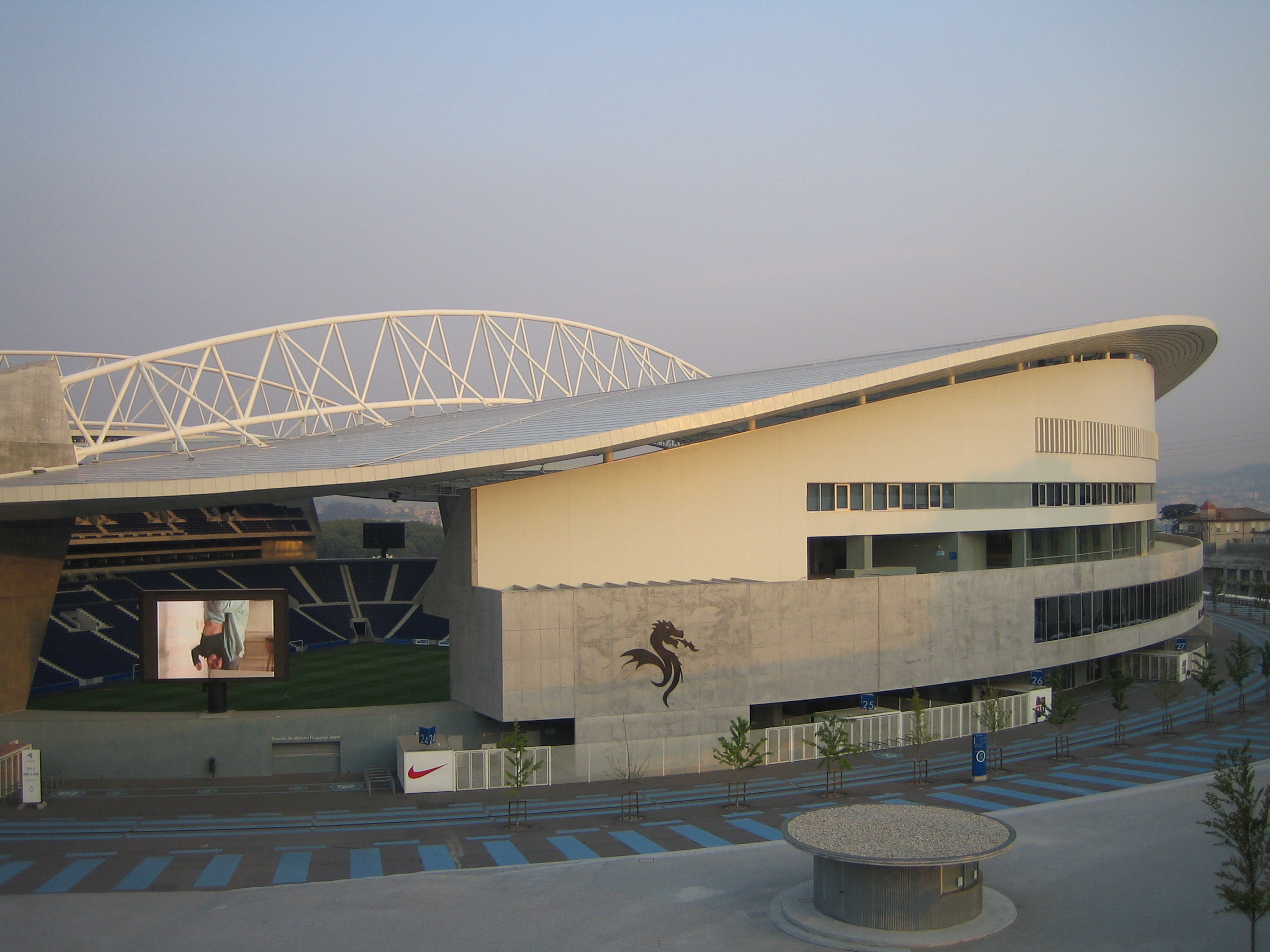
Estadio do Dragao
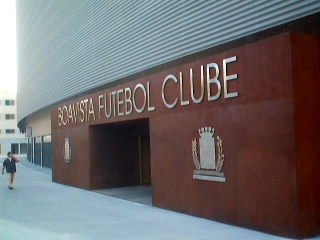
Estadio do bessa

## Personalități născute aici
- Henric Navigatorul (1394 – 1460), explorator;
- Pêro Vaz de Caminha (1450 - 1500), explorator;
- Inácio de Azevedo (1526 – 1570), călugăr iezuit;
- Tomás Antônio Gonzaga (1744 - 1812), poet;
- Vieira Portuense (1765 – 1805), pictor;
- Almeida Garrett  (1799 — 1854), scriitor;
- Júlio Dinis (1839 — 1871), scriitor;
- Arthur Napoleão dos Santos  (1843 - 1925), compozitor;
- Artur Loureiro (1853 – 1932), pictor;
- Venceslau de Sousa Pereira de Lima (1858 – 1919), geolog, paleontolog;
- António Pereira Nobre (1867 – 1900), poet;
- Guilhermina Suggia (1885 – 1950), violoncelistă;
- Manoel de Oliveira (1908 – 2015), regizor, scenarist;
- Sophia de Mello Breyner Andresen (1919 – 2004), scriitoare;
- Ana Hatherly (1929 – 2015), scritoare, artistă;
- Francisco de Sá Carneiro (1934 – 1980), premier al Portugaliei;
- Sérgio Godinho (n. 1945), muzician;
- José Pacheco Pereira (n. 1949), europarlamentar;
- Eduardo Souto de Moura (n. 1952), arhitect;
- Miguel Sousa Tavares (n. 1952), scriitor;
- José Costa (n. 1953), fotbalist;
- Augusto Santos Silva (n. 1956), sociolog, om politic;
- Rui Fernando da Silva Rio (n. 1957), om politic;
- Pedro Chaves (n. 1965), pilot de formula 1;
- Jorge Costa (n. 1971), fotbalist.